# Elektrohydrodynamisk-lifter
 For alternative betydninger, se Lifter. (Se også artikler, som begynder med Lifter)
En elektrohydrodynamisk-lifter, EHD-lifter eller blot lifter er et luftfartøj, der drives frem ved ionisering af luftmolekyler, der accelereres gennem et elektrisk felt med høj gradient (koronaudladning), et såkaldt elektrohydrodynamisk apparat (eller forkortet: EHD-drev). Det er således et ion-drevet luftfartøj, der bl.a. anvender en linear koronamotor til at producere fremdrift eller dynamisk opdrift, uden at anvende nogen forbrænding eller bevægelige dele. 
Den tilsvarende engelske term "ionocraft" daterer tilbage til 1960'erne, en æra i hvilken EHD-eksperimenter var på deres højeste. Lifteren består i grundlæggende form af bare to parallelle elektroder - den ene i form af en tynd ledende metaltråd og den anden udformet som et ledende net, rør eller folie med bløde runde overflader. Når sådan et arrangement fødes med højspænding på flere kilovolt, producerer lifteren fremdrift. Den elektrostatiske lifter udgør en del af EHD-fremdrift-familien, men er et specialtilfælde, fordi ioniserings- og accelerationstrinnene kombineres til ét enkelt trin. Lifteren er ikke (kun) en traditionel ion-motor, da en stor del af dens fremdrift opnås gennem ionernes skubben til mange neutrale luftmolekyler. Samme luftstrømseffekt kan mærkes på en ionisk luftrensers elektrode.
Liftere er populære projekter for studerende på naturvidenskabsfestivaler. De er også populære blandt antigravitationstilhængere eller såkaldte "elektrogravitations"-fortalere, specielt på internettet.
Termen "lifter" (dansk "løfter") er en præcis betegnelse, fordi enheden ikke er en antigravitationsenhed, men producerer løft (opdrift) på samme måde som en raket fra reaktionskrafter, grundet accelerering af en nedadrettet ioniseret luftstrøms skubben til mange luftmolekyler. Lifteren kan faktisk være mere fremdriftseffektivt end en jetmotor.
Den elektrostatiske lifter blev opfundet af Alexander Prokofieff de Seversky i 1964. Laboratoriedemonstrationer godtgjorde dengang, at det krævede en effekt på 90 watt (90 Joule/sekund) for at holde 60 gram i luften, hvilket kan omregnes til ca. 0,7 Newton/kW. MIT er kommet frem til, at et lifter-drev kan yde en fremdrift på op til 110 Newton/kW.